# Seattle Storm 2010
La stagione 2010 delle Seattle Storm fu l'11ª nella WNBA per la franchigia.
Le Seattle Storm vinsero la Western Conference con un record di 28-6. Nei play-off vinsero la semifinale di conference con le Los Angeles Sparks (2-0), la finale di conference con le Phoenix Mercury (2-0), vincendo poi il titolo WNBA battendo nella finale le Atlanta Dream (3-0).

## Roster
| N° | Naz.                   | Ruolo | Sportivo            | Anno | Alt. | Peso |
| -- | ---------------------- | ----- | ------------------- | ---- | ---- | ---- |
| 2  | Stati Uniti (bandiera) | A     | Swin Cash           | 1979 | 185  | 73   |
| 5  | Australia (bandiera)   | A     | Abby Bishop         | 1988 | 191  | 87   |
| 7  | Rep. Ceca (bandiera)   | A     | Jana Veselá         | 1983 | 191  | 88   |
| 10 | Stati Uniti (bandiera) | G     | Sue Bird            | 1980 | 175  | 68   |
| 15 | Australia (bandiera)   | AC    | Lauren Jackson      | 1981 | 196  | 85   |
| 20 | Stati Uniti (bandiera) | A     | Camille Little      | 1985 | 188  | 82   |
| 25 | Russia (bandiera)      | GA    | Svetlana Abrosimova | 1980 | 188  | 77   |
| 30 | Stati Uniti (bandiera) | G     | Tanisha Wright      | 1983 | 180  | 75   |
| 34 | Stati Uniti (bandiera) | A     | Le'coe Willingham   | 1981 | 183  | 91   |
| 40 | Australia (bandiera)   | G     | Alison Lacey        | 1987 | 183  | 72   |
| 43 | Stati Uniti (bandiera) | C     | Ashley Robinson     | 1982 | 193  | 82   |

## Staff tecnico
- Allenatore: Brian Agler
- Vice-allenatori: Jenny Boucek, Nancy Darsch
- Preparatore atletico: Tom Spencer
- Preparatore fisico: Melissa Hardin